# علي سامي الشيرازي
علي سامي الشيرازي (1910 - 13 أغسطس 1989) عالم الآثار إيراني.

## حياته وعمله
ولد عام 1910 في شيراز وتعلم بها. رغب الأدب والتاريخ وعلم الآثار بعد إنهاء دراسته المتوسطة. حصل على الدكتوراه الفخرية من معهد آسيا [الإنجليزية]. كذلك نُقل إلى وزارة الثقافة في شيراز و عُيّن رئيسا لدائرة الآثار عام 1957 وقام بمطالعة وترميم و صيانة المباني الأثرية والتاريخية في محافظة فارس. ألّف عديد من الكتب وكان ينظّم الشعر أحياناً.

## مؤلفاته
- باسارغاد أو أقدم عاصمة مملكة إيران (1951)
- ظهور وتطوّر الكتابة في الشرق القديم (1950)
- بارس في العصور القديمة (1950)
- الحضارة الساسانية: في ثلاثة مجلدات
- الحضارة الأخمينية:‌ في ثلاثة مجلدات
- درع المعرفة في إيران القديمة (1952)
- أوصاف آثار برسبوليس